# Pedro Fuentes Pozo
Pedro Fuentes Pozo   (Madrid, 19 de diciembre de 1962) es un artista multidisciplinar español. Especializado en pintura, también es escultor, fotógrafo, cineasta, escritor y compositor musical. Actualmente reside en Madrid.

## Biografía
Tras cursar estudios con los jesuitas en Madrid, formación que establece sus bases artísticas, literarias, plásticas y musicales, a través de la polifonía, Pueri Cantores e instrumentación, obtiene las titulaciones en Humanidades por la Universidad Internacional de La Rioja (UNIR), Bachelor of Science: Fine Arts and Economics y MBA of Sciencie por la P.W. University de los Ángeles. Realizó también, a principios de los ochenta,  estudios de Primer Ciclo de Economía General en la Universidad Complutense de Madrid y es profesor de Arte, Humanidades y Comunicación Audiovisual.

## Trayectoria

### Pintura y escultura
A finales de los años setenta comienza a realizar sus primeros dibujos y óleos de la mano de Miguel de la Puerta, pintor de la Escuela de Madrid discípulo de Daniel Vázquez Díaz. El expresionismo de Goya, el Postimpresionismo y las ensoñaciones inglesas de Turner son las primeras influencias que marcarán su trabajo hasta principios de los años noventa.
A la edad de 23 años inaugura varias exposiciones de sus obras en salas estudio (Fundación ZAYAS) y en diversos centros culturales. En esa época escribe también su primera novela El Valle Amargo (1984), obra influenciada por Juan Rulfo y la Generación Perdida. En 1986 sus pinturas son seleccionadas en el Premio Nacional de Blanco y Negro para artistas jóvenes y, al año siguiente, para el Premio Nacional de Caja Madrid. Comienzan a aparecer las primeras críticas sobre su obra por parte de la poeta Ángeles Ambert y el editor del Correo del Arte, Antonio Morales, entre otros.
En 1990 entra a formar parte de la Asociación de Escritores y Artistas Españoles avalado por la pintora María de los Ángeles de Armas. y de la Asociación Española de Escultores y Pintores.
En ese tiempo participa activamente en la vida cultural de Madrid, sobre todo, en las tertulias de los círculos artísticos y literarios en los que su obra se da a conocer entre críticos y escritores con los que,  a lo largo de su trayectoria, tendrá una estrecha relación: José Gerardo Manrique de Lara, Antonio Cobos, Mario Antolín y Leopoldo de Luis, son algunos de ellos.  Esta etapa le servirá  también de preparación y marcará el giro intelectual que experimenta su quehacer artístico.
Se marcha a vivir a Dublín desde principios del otoño de 1993 hasta el invierno del año siguiente. Su estancia en esta ciudad, el contacto con el Trinity College  con sus aulas de música, el directo en Temple Bar y, sobre todo,  la exposición de sus pinturas en la Castle Art Gallery de Dublín cambian su visión del arte. Cuando regresa a España, su estilo aparece liberado de las trabas formales para desembocar en un entramado simbólico, simplificado al máximo, que conecta al hombre con el paisaje. El color se desenvuelve con soltura dando la impresión de movimiento. Los tonos marrones y ocres están casi siempre presentes en su obra, de la cual se desprende un lirismo que combina con diferentes efectos.
Otros críticos, como Carmen Rocamora, han destacado que valora la interpretación psicológica y metafísica del arte pictórico como un fenómeno puro.
Manrique de Lara definió al artista como “enemigo de la ambigüedad expresiva”.  Sus diferentes facetas creativas son parte de un proceso global de búsqueda: 

“Todas las disciplinas que trabajo son distintas herramientas al servicio de un mismo lenguaje, de una idea. Yo no busco la representación de lo que el espectador ya conoce a través de sus sentidos, sino que desde esa base figurativa, destruyo y llego a la abstracción con una leve referencia figurativa, y así le entrego al espectador un pensamiento”.
 (Pedro Fuentes, Tempo lento).

Durante este periodo Pedro Fuentes estudia la pintura de Rembrandt y se especializa en el uso de las veladuras durante más de cinco años.  Su obra es seleccionada en el Salón de Otoño de los años 1995 y 1996, recibe un accésit en el V Salón de Dibujo y Grabado de Madrid y aparecen numerosas críticas en revistas especializadas.
Hacia finales de la década de los noventa conoce al pintor abstracto Segundo Gámez, vinculado al entorno de Fernando Zóbel, el cual, influirá en la concepción abstracta figurativa de su posterior pintura.
De su contacto con Gerardo Rueda deriva en gran parte el giro de su trabajo hacia el Informalismo. Asimismo, de manera paulatina, el conocimiento y análisis de la obra de Torres García le influirá en la elaboración de sus esculturas en madera y posteriormente en planchas de zinc, derivadas del proceso informalista.
De forma simultánea durante esos años,  sus creaciones fotográficas empiezan a adquirir protagonismo con las series en blanco y negro expresionistas derivadas de su estudio de la cinematografía. (About New York, Madrid en el silencio).
En los albores del siglo XXI su obra se exhibe en ámbitos internacionales: Goya Art Gallery de Nueva York (1995 y 1997), Salón Internacional Kioto (2002), Galería Lochio Roma (2002) y Ocean City Gallery de New Jersey, entre otras.

En España destacan sus exposiciones en el Auditorio Príncipe Felipe de Oviedo (2001),  comisariada por Carmen Aragón, Galería Detursa (2003), Fermín Echauri (2006), Paz Feliz (2010), Galería Alfama (2013), Fundación Pons (2016), Selected Photos (2017), así como su participación en ferias nacionales (ESTAMPA) e internacionales (AAF London, Porto Arte), obteniendo numerosos reconocimientos, como la Mención de Honor en el X Salón ACEAS de Barcelona, Diploma en el IX EUROPART de Roma, entre otros.

### Obra fotográfica
Hacia 1980, Pedro Fuentes, comienza a crear composiciones fotográficas por simbiosis con la cinematografía clásica. Realiza las obras en blanco y negro analógico hasta 2012, año en que alterna con el digital. De carácter expresionista, sus principales series son: Agujas de New York (2004), Madrid en el silencio (2005), Arkhe (2011), Civitas (2012),  Rhein (2014-2016), London Lights (2016) y Noctis Die (2017).
El proceso creador de esta última serie ha sido definido así por el propio artista:

“Desde la reflexión de la luz, la noche y el día conviven como amantes antagónicos que transforman la realidad del objeto. En la profunda oscuridad desaparece y en el destello luminoso, se esfuma”.
(Pedro Fuentes, Noctis Die)

Influenciado por los clásicos Stieglitz  y Bresson, algunas de sus creaciones fotográficas forman parte de las colecciones de la Biblioteca Nacional de España y del Museo de Arte Contemporáneo de Madrid. (Artistas fotógrafos)..

### Obra cinematográfica
Siguiendo la huella del blanco y negro del cine clásico, realizó como cineasta independiente los cortometrajes Atrapados (1999), una evocación del viaje homérico clásico al mundo de Hades.
y la Trilogía del alma -Ausente, Anónimos y Al otro lado- (2003-2009), de influencias expresionistas y ocultistas. En 2011 dirige el largometraje experimental Sombra en el alma, que se estrena en Madrid ese mismo año. y ha participado en los cortometrajes Alhaja y Reflejo dirigidos por Javier Figuero.
Es autor de varios ensayos sobre cine, además de colaborar habitualmente como crítico en revistas especializadas en esta materia e impartir conferencias sobre temas relacionados con el séptimo arte.

### Obra musical
De formación temprana autodidacta, su integración en la Escolanía de los Jesuitas de Madrid le permitió explorar la vocalización, canto y solfeo, además de avanzar en el estudio de Händel, Bach y la guitarra clásica tomando como referencia la obra del maestro Rodrigo. Tras su vuelta de Irlanda con la idea musical de “sostener el silencio en sus notas” escribió unos breves poemas sinfónicos y poemas para cuerda, compases que conforman la base de su Sinfonía nº 3,  Op. 3.

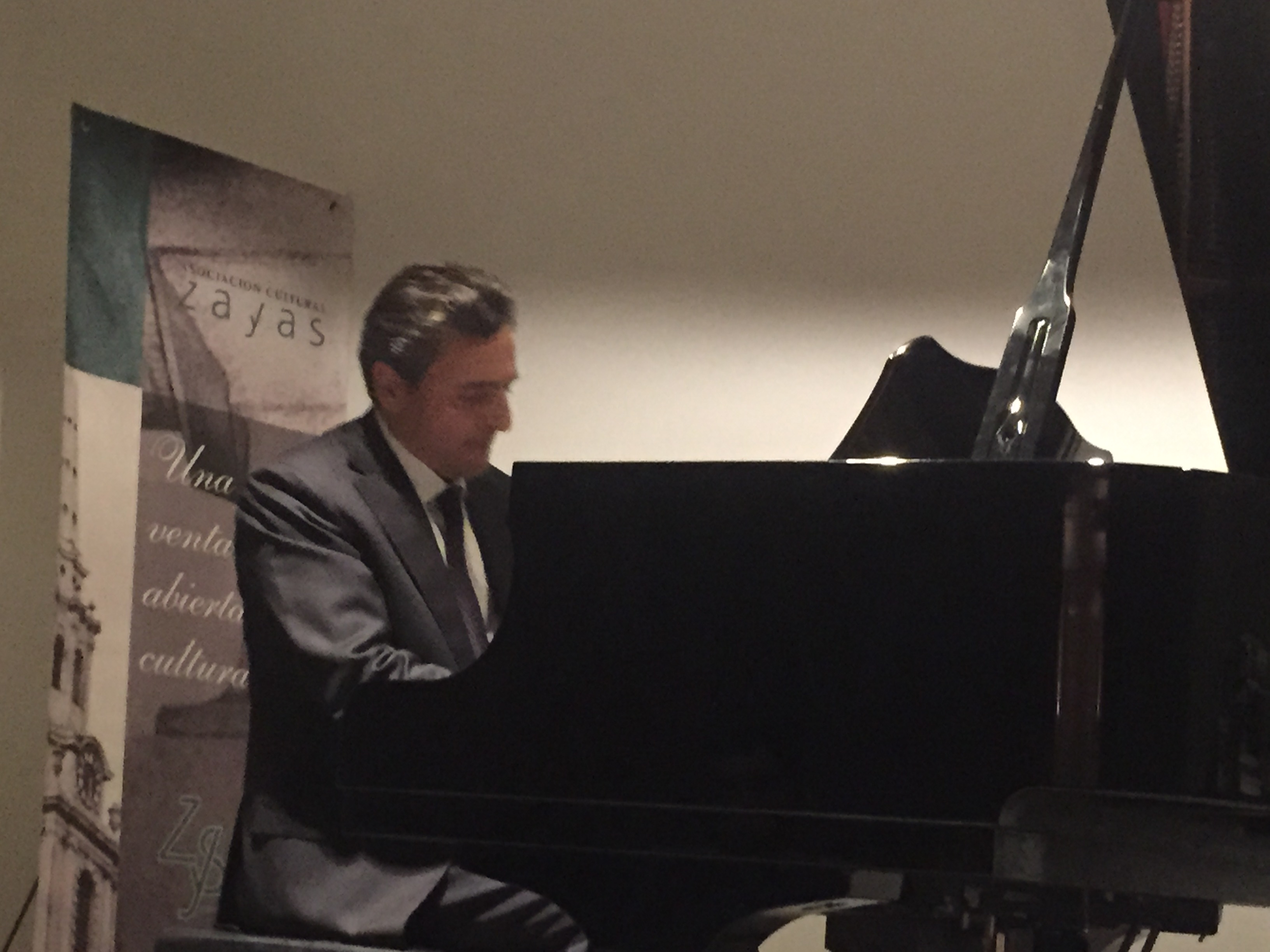
Pedro Fuentes (Concierto de Navidad 2015)

La combinación de las raíces americanas del blues y jazz con el expresionismo sinfónico constituye la base de las obras Adagio para cuerda Op.6 y los Concierto de Cello nº1, Op.8  y  Concierto de violín nº1, Op.7, composiciones que son el origen y la evolución del universo atonal al tonal de raíces clásicas que sirven de plataforma a sus cuatro siguientes sinfonías y los conciertos de violín n.º 2 y n.º 3. 
En 2015 se estrena en el Museo Lázaro Galdiano (Madrid) su concierto El sueño de las meditaciones, interpretado por el cuarteto de cuerdas de la Fundación Excelentia.  Su obra como compositor consta, además, de varios Preludios, tres conciertos para piano, cuatro sinfonías y numerosos estudios de cuerda y piano.
En el estilo de estas composiciones se observan vestigios de la música de transición de los siglos XIX y XX y la huella de Franz Liszt y de los Románticos impresionistas Debussy y Rajmáninov.

### Obra literaria
Influenciado desde temprana edad por los grandes clásicos de la literatura comienza a escribir guiones y relatos cortos en 1978, publicando su primera novela El Valle Amargo en 1984. A esta seguirán La sombra imperfecta (1999), El nombre de la luz oscura (2015), El suspiro y la lluvia (2015), Larga posada a la noche (2016) y El nocturno desnudo (2017).

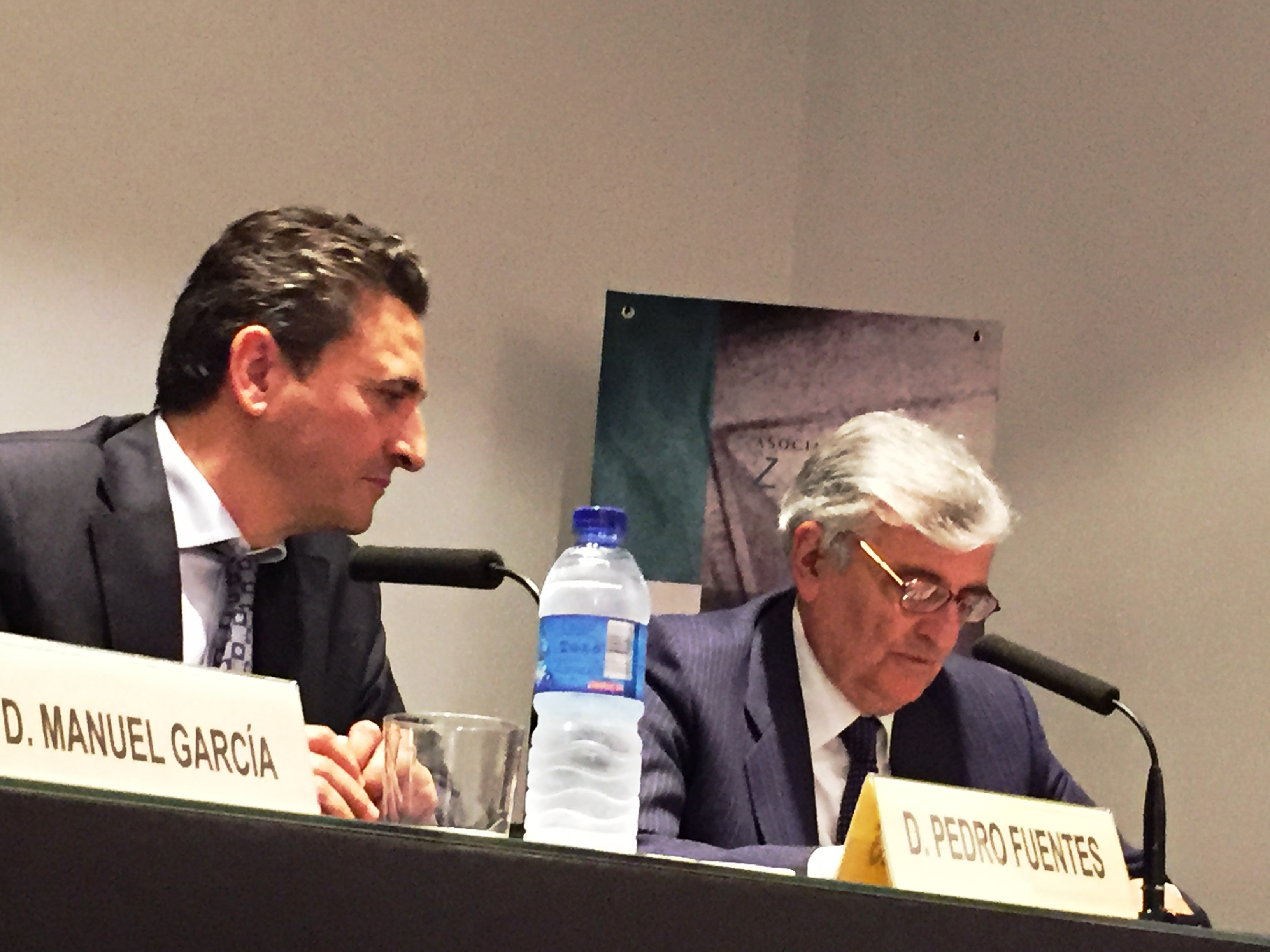
Pedro Fuentes y Eduardo Torres-Dulce

En su Obra poética (2006-2017) se aprecian influencias del misticismo y la filosofía del color del Goethe. Esa tendencia a aunar o integrar las diversas disciplinas artísticas bajo el prisma de la estética del pensamiento, que la crítica señala como característica en toda su producción, se transfiere también a sus ensayos sobre cine: Una mirada clásica: Cine y conciencia (2009), Cine y Tradición Clásica (2013), en otros sobre pintura o arte en general: La pintura vista por un pintor joven (2000, CSIC), La Ausencia Kantiana en el arte actual (2015. UNIR) y en los numerosos artículos aparecidos en publicaciones especializadas en cada una de estas disciplinas: Revista Arbor, Descubrir el Arte o Los papeles mojados de Río Seco, entre otras.